# Malokaterînivka
Malokaterînivka (în ucraineană Малокатеринівка) este o așezare de tip urban din raionul Zaporijjea, regiunea Zaporijjea, Ucraina. În afara localității principale, nu cuprinde și alte sate.

## Demografie
Componența lingvistică a așezării de tip urban Malokaterînivka
     Ucraineană (89,98%)
     Rusă (9,9%)
     Alte limbi (0,06%)
Conform recensământului din 2001, majoritatea populației așezării de tip urban Malokaterînivka era vorbitoare de ucraineană (89,98%), existând în minoritate și vorbitori de rusă (9,9%).